# Ortmann (Gemeinde Waidmannsfeld)
Ortmann ist eine Häusergruppe in der Gemeinde Waidmannsfeld im Bezirk Wiener Neustadt-Land in Niederösterreich.

## Geografie
Die Häusergruppe schließt im Norden an Neusiedl an und erstreckt sich bis zur Piesting. Nordöstlich davon befindet sich in Pernitz die Ortslage Fabrik-Ortmann, die die gesamte Fabriksanlage sowie einige Wohnbauten umfasst. Durch Ortmann fließt der vom Süden kommende Ehrengraben und mündet an der Gemeindegrenze in die Piesting.

## Geschichte
Die bäuerliche Sägemühle nahe der Rotte Quarb bei Neusiedl wurde Mitte des 19. Jahrhunderts zur Neusiedler Schwertfabrik erweitert und 1866 von Ignaz Ortmann und August Kruss erworben, die hier eine Kunstwollfabrik und eine Spinnerei errichteten, in der Schafwollhadern verarbeitet wurden. Ab 1668 begann man mit der Errichtung der Arbeitersiedlung Ortmann, die 1884–1891 teilweise wieder geschleift wurde, um die Flächen einer anderen Verwendung zuzuführen. Als 1877 die Gutensteinerbahn eröffnet wurde, erhielt die Fabrik eine eigene Bahnstation.
Im Jahr 1885 ging die Fabrik in den Besitz von Julius Bunzl über, der um die Jahrhundertwende flussaufwärts einen weiteren Produktionsstandort errichtete, in der Watte erzeugt und Baumwollhadern verarbeitet wurden. Das Unternehmen baute Wohnhäuser für die Arbeiter und Angestellten. Während des Ersten Weltkrieges wurde Zellstoffwatte und Nitrierkrepp für die Pulver- und Munitionsfabrik in Blumau erzeugt. Im Jahr 1921 produzierte der Betrieb fast 40 % des Weltmarktbedarfs. Nach dem Ersten Weltkrieg initiierte Hugo Bunzl ein Wohnbauprogramm und engagierte dazu den Wiener Architekten Josef Frank, der nach den Vorbildern der Gartenstadt und der Siedlerbewegung einen „Arbeiter-Probewohnhof“ errichtet, in dem jede Wohneinheit einen eigenen Garten zur Eigenversorgung mit Gemüse und Obst erhielt. Nach diesem Vorbild begann man mit der Errichtung der Arbeitersiedlung „Neue Kolonie“ bei der besonders der neue Werkstoff Beton eingesetzt wurde. Daneben wurden eine Gaststätte, ein Volksheim (1927), ein Kinderheim (1929) und 1936 schließlich die Filialkirche hl. Maria in Ortmann errichtet.